# Hans Lassen
Hans Jacob Lassen (16. srpna 1926, Gevninge Sogn – 8. prosince 2011) byl dánský právník, státní úředník a poslední guvernér Grónska.

## Životopis
Hans Lassen se narodil 16. srpna 1926 v Gevninge Sogn do rodiny inspektora Henrika Kristiana Otto Lassena (1887–1974) a Signe Skovgaardové (1895–1985). Hans Lassen absolvoval gymnázium ve Frederiksborgu v roce 1945. V roce 1953 dokončil studium práv jako kandidát. V témže roce se stal tajemníkem na ministerstvu pro Grónsko. V roce 1956 se stal právníkem. V letech 1956 až 1958 byl zplnomocněným zástupcem Grónska, které spravoval Poul Hugo Lundsteen. V letech 1958–1964 byl ministerským tajemníkem a poté nejprve zmocněncem, poté vedoucím kanceláře ministerstva Grónska. V letech 1973 až 1979 byl posledním guvernérem Grónska.
Byl komturem 1. třídy řádu Dannebrog a komorníkem.

## Rodina
Prostřednictvím své matky byl vnukem malíře Joakima Frederika Skovgaarda (1856–1933) a pravnukem botanika Johana Martina Christiana Langeho (1818–1898). Jeho prapraprastrýcem byl botanik Jens Wilken Hornemann (1770–1841). 
V roce 1954 se oženil s Hanne Metzovou (1930–2013), dcerou Paula Metze a Else Rubowové. Z manželství vzešli synové Steen David a Ulrik Joakim.